# انتقام‌جویان تاریک
انتقام‌جویان تاریک (به انگلیسی: Dark Avengers) عنوان یکی از مجموعه کتاب‌های کمیک آمریکایی منتشر شده توسط مارول کامیکس است که توسط برایان مایکل نگاشته شده‌است و برای اولین بار، در مارس ۲۰۰۹ چاپ شد. انتقام‌جویان تاریک، نام گروهی از انسان‌ها است که هر کدام به گونه‌ای استعداد خاصی دارند. این گروه توسط نورمن آزبورن تشکیل شده‌است.

## اعضاء
از مهم‌ترین شخصیت‌های این سری داستان‌ها که اثر مارول کامیکس است، می‌توان به آرس، هاک‌آی، داکن، میزبان ونوم تحت نام مک گارگان، خانم مارول، آیرون پاترشن و سنتری اشاره کرد.